# Додонов, Николай Юрьевич
Николай Юрьевич Додонов — советский хозяйственный и государственный деятель, лауреат Государственной премии СССР за выдающиеся достижения в труде.

## Биография
Родился в 1949 году в Сенгилеевском районе Ульяновской области. Член КПСС.
В 1965—1967 — слесарь на заводе в Димитровграде, в 1967—1974 — тракторист, заведующий гаражом, в 1974—1981 — бригадир тракторной бригады колхоза «Победа», в 1981—2000 — бригадир тракторной бригады совхоза «Красноярский» Чердаклинского района Ульяновской области.
За получение высоких и устойчивых урожаев зерновых и крупяных культур на основе эффективного использования достижений науки, передовой практики и новых форм организации труда был в составе коллектива удостоен Государственной премии СССР за выдающиеся достижения в труде 1980 года.
Депутат Верховного Совета СССР 11-го созыва. Делегат XXVII съезда КПСС.
Жил в Чердаклинском районе.

## Награды
- Орден Ленина
- Орден Трудового Красного Знамени